# Erich Honecker

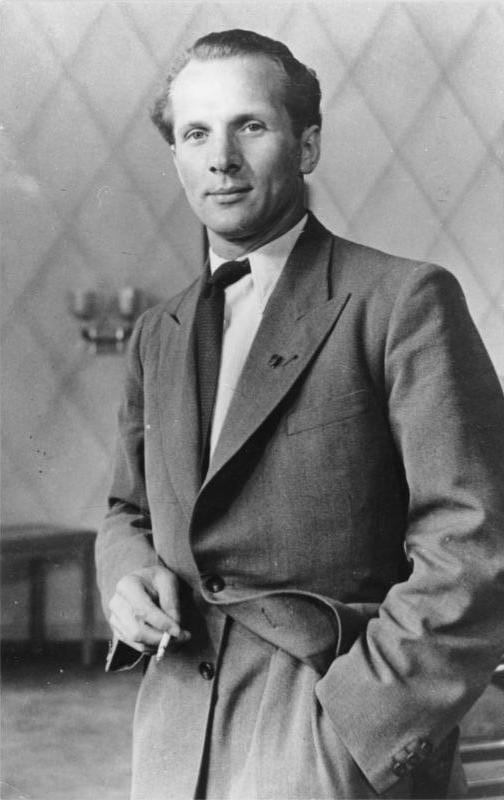
Erich Honecker 1950-ben

Erich Honecker (Neunkirchen, 1912. augusztus 25. – Santiago de Chile, 1994. május 29.) német kommunista politikus, az NSZEP központi bizottságának főtitkára, az NDK államtanácsának elnöke.

## Élete

### Gyermekkor és pályakezdet
Édesapja, Wilhelm Honecker bányamunkás volt a Saar-vidéken, édesanyja háztartásbeli. A házaspárnak hat gyermeke született, Erich a család harmadik gyermekeként jött a világra. Tizedik születésnapja után tagja lett egy kommunista gyermekcsoportnak, 14 évesen pedig belépett a Német Kommunista Ifjúsági Szövetségbe. 17 évesen már a helyi csoport vezetőjévé választották. Iskoláinak elvégzésével nem jutott egyből álláshoz, egy pomerániai parasztgazdaságban dolgozott. 22 évesen visszatért a Saar-vidékre és nagybátyjánál megkezdte az ácsmesterség kitanulását. Ezzel azonban hamarosan szakított, mert a Német Kommunista Ifjúsági Szövetség funkcionáriusaként a moszkvai Lenin Iskolába küldték.

### Ellenállás és fegyház
1930-ban belépett a kommunista pártba. Támogatója Otto Niebergall, későbbi nyugatnémet Bundestag-képviselő volt. Az 1930/31-es tanévben ismét a moszkvai Lenin Iskola tanulója volt. Hazatérése után a Saar-vidéki NKISZ helyi vezetője lett. 1933-ban a nácik hatalomra jutásával a kommunista mozgalom illegalitásba kényszerült egész Németországban. A Saar-vidék azonban ekkor még nem tartozott Németországhoz. 1934-ben a Saar-vidék státusza ügyében rendezett népszavazáson Honecker és társai a Németországhoz való csatlakozás ellen kampányoltak. Az 1935. januári népszavazás a nácik elsöprő sikerét hozta, Honecker pedig menekülésre kényszerült. Franciaországba ment, majd ugyanezen év augusztusában álnéven visszatért Berlinbe egy nyomdagéppel a csomagjában. A föld alatt tevékenykedő kommunista ellenállásban dolgozott egészen decemberig, amikor a Gestapo felfigyelt rá és letartóztatták. Két éven át egy berlini fegyházban őrizték, majd 10 év fegyházbüntetést szabtak ki rá. 1945. március 6-án a háborús zűrzavar közepette szabadult.

### A háború után
Kiszabadulása után a szovjet megszállási zónában telepedett le. A Szabad Német Ifjúság nevű kommunista szervezet egyik vezetője lett, e minőségében három országos találkozót szervezett. 1950-ben bekerült az NSZEP vezetői közé. 1947-ben megnősült, feleségétől, a szociáldemokrata Edith Baumantól született első leánya, Erika. A pár viszonya megromlott, 1952-ben Honeckernek már a Népi Kamara egyik legfiatalabb képviselőnőjétől, Margot Feisttől született meg második lánya, Sonja Honecker. Margot Feist és Honecker 1953-ban kötöttek házasságot. 1956-ban ismét Moszkvában folytatta politikai tanulmányait és személyesen jelen volt Hruscsov Sztálint és személyi kultuszát elítélő beszédénél.

Az NDK Államtanács-elnökének hivatali zászlaja

### AzNDKélén
Míg Walter Ulbricht a gazdaságpolitikára helyezte a hangsúlyt, addig Honecker a gazdaság- és társadalompolitika egységét hirdette. Brezsnyev támogatását élvezve az Ulbricht által képviselt gazdasági liberalizációt helytelenítő belső ellenzék élére állt. Sikeresen gyengítette meg Ulbricht párton belüli helyzetét, majd 1971-ben a NSZEP központi bizottságának első titkárává választották. 1976-ban az Államtanács elnöki tisztjét is megkapta.
Fontosnak tartotta az NDK megszilárdítását az európai államrendszeren belül, ezért diplomáciai gesztusokat tett az NSZK irányában. Diplomáciai offenzíváját siker koronázta. Előbb a két német állam ismerte el egymást kölcsönösen, majd az NSZK mellett az NDK is bekerült az ENSZ tagállamai közé és számos nyugati ország is önálló államként ismerte el az NDK-t.
Belpolitikai tevékenysége során keményen fellépett minden liberalizációs kezdeményezés ellen. Propagandája céljaira használta fel az NDK-ban megrendezett X. Világifjúsági Találkozót. Nagy felháborodást váltott ki a közvélemény részéről, amikor a népszerű rendszerkritikus zenészt, Wolf Biermannt egy nyugati előadóútja alatt megfosztotta NDK-s állampolgárságától. Az Ulbricht által korábban lazított központi irányítást újra szigorúan vette, majd a keletnémet gazdaság lassulása miatt óriáshitelek felvételére kényszerült, hogy az NDK-polgárok életszínvonalát tartani tudják. A Szovjetunió csak 1987-ben engedélyezte, hogy Honecker az NSZK-ba látogasson és találkozzon Helmut Kohl kancellárral, illetve felkeresse szülővárosát is. 1988-ban hivatalos látogatást tett Franciaországban, de nem sikerült elérnie, hogy az Egyesült Államokba is eljuthasson.
Honeckert tevékenységéért az NDK szinte valamennyi állami kitüntetésében részesítették. A keletnémet polgárok között nem volt népszerű. 1982-ben alig úszott meg egy merényletkísérletet, amikor egy kőműves az országúton szándékosan nekihajtott Honecker autójának.
Az NDK válságának nyilvánvalóvá válása megerősítette párton belüli vetélytársait. 1989. október 18-án Honecker lemondott valamennyi betöltött tisztségéről és visszavonult a nagypolitikától. A berlini fal leomlása után 1989. december 3-án kizárták az NSZEP tagjainak sorából. 1992-ben belépett az újjáalapított Német Kommunista Pártba.

### Felelősségre vonás, menekülés, halála
Az egységes Németország megszületése után röviddel bejelentették, hogy hatalommal való visszaélés miatt pert indítanak Honecker ellen. Letartóztatták, majd egy nap múlva szabadon bocsátották. A Honecker házaspár előbb a potsdami szovjet katonai kórházba, majd 1991. március 31-én Moszkvába menekült. A Gorbacsov elleni puccs bukása után a chilei nagykövetségen keresett menedéket. Németországban ironikusan úgy tartják, hogy Honecker volt az utolsó ún. követségi menekült. (A nyolcvanas években az NDK-ból menekülni szándékozók szocialista országokban lévő nyugati követségekre másztak be és ott menedékjogot kértek.) Chile mellett Szíria és Észak-Korea jelezte, hogy befogadta volna a házaspárt.
1992-ben kiszolgáltatták Németországnak. A berlini falnál a határőrség számára kiadott tűzparancs miatt vonták felelősségre. Az eljárást 1993-ban rossz egészségi állapota (májrák) miatt megszüntették, a gyilkosságokért nem ítélték el soha.
1993-ban Honecker Chilében élő lányához utazott. 81 évesen, 1994-ben ott halt meg májrákban és ott is hamvasztották el.

## Magyarul megjelent művei
- Az internacionalizmus zászlaja alatt. Válogatott beszédek és cikkek; ford. Kniezsa Veronika, Seres Lászlóné; Kossuth, Bp., 1975